# Kanton Nyons et Baronnies
Nyons et Baronnies is een kanton van het Franse departement Drôme. Het kanton maakt deel uit van het arrondissement Nyons .
In 2019 telde het 22.689 inwoners.

Het kanton werd gevormd ingevolge het decreet van 20 februari 2014 met uitwerking op 22 maart 2015, door samenvoeging van de opgeheven kantons Nyons, Séderon, Buis-les-Baronnies en Rémuzat..

## Gemeenten
Het kanton omvat volgende 73 gemeenten: 
- Arpavon
- Aubres
- Aulan
- Ballons
- Barret-de-Lioure
- Beauvoisin
- Bellecombe-Tarendol
- Bénivay-Ollon
- Bésignan
- Buis-les-Baronnies
- La Charce
- Châteauneuf-de-Bordette
- Chaudebonne
- Chauvac-Laux-Montaux
- Condorcet
- Cornillac
- Cornillon-sur-l'Oule
- Curnier
- Eygalayes
- Eygaliers
- Eyroles
- Ferrassières
- Izon-la-Bruisse
- Laborel
- Lachau
- Lemps
- Mérindol-les-Oliviers
- Mévouillon
- Mirabel-aux-Baronnies
- Mollans-sur-Ouvèze
- Montauban-sur-l'Ouvèze
- Montaulieu
- Montbrun-les-Bains
- Montferrand-la-Fare
- Montfroc
- Montguers
- Montréal-les-Sources
- Nyons
- Pelonne
- La Penne-sur-l'Ouvèze
- Piégon
- Pierrelongue
- Les Pilles
- Plaisians
- Le Poët-en-Percip
- Le Poët-Sigillat
- Pommerol
- Propiac
- Reilhanette
- Rémuzat
- Rioms
- Rochebrune
- La Roche-sur-le-Buis
- La Rochette-du-Buis
- Roussieux
- Sahune
- Saint-Auban-sur-l'Ouvèze
- Saint-Ferréol-Trente-Pas
- Sainte-Jalle
- Saint-Maurice-sur-Eygues
- Saint-May
- Saint-Sauveur-Gouvernet
- Sainte-Euphémie-sur-Ouvèze
- Séderon
- Valouse
- Venterol
- Verclause
- Vercoiran
- Vers-sur-Méouge
- Villebois-les-Pins
- Villefranche-le-Château
- Villeperdrix
- Vinsobres